# تارمو روتلی
تارمو روتلی (استونیایی: Tarmo Rüütli؛ زادهٔ ۱۱ اوت ۱۹۵۴) بازیکن سابق و مربی فوتبال اهل استونی است.
از باشگاه‌هایی که در آن بازی کرده‌است می‌توان به باشگاه فوتبال نورما تالین اشاره کرد.